# PewDiePie被中國封殺事件
PewDiePie在中國封殺事件是指2019年一件網絡YouTuber被封殺的事件。娛樂影片拍攝者PewDiePie在發表到YouTube的短片中評論一些與香港政治以及中國政府相關的網絡迷因，期間也談及香港的示威，随來遭到中國大陸封殺。
瑞典籍的PewDiePie，本名為菲力士·阿爾維德·烏爾夫·謝爾貝，擁有YouTube的第四多訂閲數的頻道。其中的「MEME REVIEW」短片系列，以幽默風格評論近期流行的網絡迷因成為頻道的主要特色之一。香港的反對逃犯條例修訂草案運動期間，世界各地有不同的公眾人物發表支持香港示威的言論後，因涉及侵犯中華人民共和國制度的敏感性質，接連引起了不同的風波。PewDiePie在2019年10月16日上傳標題為「Hong Kong vs Joker Ends Fortnite」的影片，對香港反政府示威引伸的各種網絡迷因進行娛樂點評，這些言論也導致他的视频在10月18日被多个中國大陸的媒体和平台封禁，不过后期彈幕影片分享網站嗶哩嗶哩彈幕網已经可以正常搜索“PewDiePie”，相关視頻亦恢复投稿。

## 背景
自從2019年6月開始，香港政府為協辦陳同佳案試圖修訂《逃犯條例》，反對者認為這是為中國利益犧牲香港法冶及自治，觸發了俗稱「反送中運動」的大型及持續的社會運動。示威者指責政府不接納公民的聲音、警察濫用職權及濫用暴力。在《逃犯條例》「暫緩」 後，示威者開出並要求政府須完成五大訴求，賦予香港人選舉自由，才會結束此次運動。運動不但涉及整個香港，也包括世界各地的華人，並引來眾多西方國家媒體支持。示威者的抗爭方式以及警察的執法在數個月以來成為受注目的國際新聞事件，此種「Be water」效應也引發西班牙加泰隆尼亞自治區的效仿。
這段時間，示威者積極尋求國際社會關注香港發生的事情，另一方面中國政府亦十分重視國際形象與輿論。推特上出現大量號稱在中國政府的協同支持下發布香港社會運動的失實資訊的帳戶，這些帳戶被封鎖，而Facebook及YouTube在其後也以類似原因封鎖一些帳號及專頁。並指控中國政府要求英國廣播公司、全國廣播公司、華爾街日報等多家媒體遵循中國政府對香港的立場，彭博新聞社形容做法是試圖「重塑全球社會對香港的敘述」。
不同國家也有公眾人士對香港的示威表示支持，但直至到2019年10月開始，圍繞著NBA休斯顿火箭队总经理达雷尔·莫雷、電子競技遊戲《爐石傳說》選手吳偉聰，以及諷刺時事的美國動畫南方公園第23季第2集「中國樂隊」等出現了連串的風波。他們共通地與支持香港示威者或談及對中國政府而言敏感的政治題目有關，結果遭受被杯葛或封殺。在這些接二連三爭議性事件的影響下，人們開始把這些類似的事件聯繫起來評論，包括科技頻道Linus Tech Tips的創始人萊納斯·塞巴斯蒂安。至此，全球社會在中國的話題上由關注於香港的反政府運動漸漸轉為關注跨國公司為討好中國政府而作出妥協。

## PewDiePie的言論
在全長17分46秒，標題為「Hong Kong vs Joker Ends Fortnite」的影片中，PewDiePie在首11分鐘談及線上遊戲要塞英雄及其他休閒網絡話題。其後的5分鐘，他對香港與中國之間的分歧作出簡介，對引伸的網絡迷因表達他的情緒反應及給予簡短的評論，亦嘲笑中國政權以及遏制言論自由以迎合中國政權的美國公司。
他提及了NBA的事件；播放吳偉聰叫喊“光復香港、時代革命”口號的片段，解釋自己對暴雪娛樂封殺行為的理解並進行批判；讚揚南方公園它在推特上的對中國"道歉信" ；提及網絡對於嘲諷中共總書記習近平如同小熊維尼的玩笑、其他有關習近平及中國共產黨的迷因。迷因圖片上出現的香港示威口號時，他亦會將口號讀出。
影片中的言論包括：
- 香港有自己的法律及法律系統。但中國想要改變香港的現況，香港說「不，我們想要自由」。
- 「顯然中國就是那種在推特上會封鎖所有的批評者的人」。
- 公司或者會擺出笑臉或者擺出彩虹旗，這是好事情，但最終來說他們的目標是賺錢，他們不在乎你也不在乎自由，除非人們反抗公司。
- 當主流的電影公司都在取悅中國的時候，南方公園因為中國禁不起批評而被封鎖。
- 我感覺這就像戰爭開始的方式。如果每個人也認為這個大國領袖是個敵人，同時地憎恨他的話，戰爭就會出現。

## 中國大陸的封殺
中國大陸的網絡論壇百度貼吧中，有近8,800人關注的「PewDiePie」專頁已被網站移除，並顯示「抱歉，根據相關法規和政策，本吧暫不開放」。彈幕影片分享網站嗶哩嗶哩彈幕網亦在搜索功能中封鎖了「PewDiePie」關鍵字，搜索結果顯示為「什麼都沒找到啊」，但是標題包含「Pewdiepie」的短片並沒有移除。後來在嗶哩嗶哩彈幕網已经可以正常搜索“PewDiePie”，並且已經恢復視頻的投稿。

## 各界反應

### PewDiePie
PewDiePie知悉自己被封殺後，發表了推文，稱「哥们，這真的超爛的」。隨後在發布的影片打趣地稱「我們終於做到了」。他提及，由於捷德僅僅是對南方公園的一個推文讚好也遭受封殺，自己被封殺是意料之中。他在影片調侃另一位YouTuber巴特·貝克為了博取中國網友的青睞，以英語翻唱多首中國歌曲、在中國的綜藝節目中演唱讚頌中國的歌曲等行為。

### PewDiePie的關注者
在PewDiePie的YouTube影片及推特留言的關注者們大部份都當此事件就是一場玩笑，並對中國的審查制度作出嘲諷。而眾多的香港示威運動支持者對PewDiePie支持香港自由的言論表達謝意。

### 中國大陸社會
在PewDiePie涉及敏感言論的影片推出後，百度貼吧的「PewDiePie」專頁的支持者紛紛表示「完蛋」、「馬上就要被各大視頻網站抵制了」、「本吧封鎖倒數計時」「才收到的merch不能穿了」等類似言論。
而在新浪微博上，有用戶對PewDiePie的言論感到不屑，稱「一个游戏主播也来插嘴香港事件了？」。在貼吧被封之後，PewDiePie的粉絲感慨「他和美国人也没什么差了」「唉 pdp还是那个作死做到死的人」「第一时间取关了」「我觉得他没有真正了解这整件事情所以才会说出那样的话 加上他一直很敢说 西方媒体的影响力太大了」等。

## 外部鏈結
- （页面存档备份，存于） PewDiePie 發布的短片：Hong Kong vs Joker Ends Fortnite [MEME REVIEW]（页面存档备份，存于）
- PewDiePie 發布的短片：Pewdiepie Is BANNED in China（页面存档备份，存于）